# 75D/Kohoutek
75D/Kohoutek, komet Jupiterove obitelji.